# The Last Rifleman
The Last Rifleman es una película de 2023 escrita por Kevin Fitzpatrick, basada en hechos reales y dirigido por Terry Loane que presenta a Pierce Brosnan. Sigue a Artie Crawford (Brosnan), un veterano norirlandés de la Segunda Guerra Mundial que, en el 75.º aniversario del desembarco del Día D en Normandía, decide escapar en secreto de su residencia y se embarca en un viaje arduo pero inspirador a través de Irlanda y a través de Irlanda. Francia, para presentar sus últimos respetos a su mejor amigo y encontrar el coraje para enfrentarse a los fantasmas de su pasado. La película está basada libremente en la historia real del veterano del Día D Bernard Jordan. Unas semanas antes se estrenó otra película basada en la historia de Jordan, The Great Escaper, protagonizada por Michael Caine.

## Reparto
- Pierce Brosnan como Artie Crawford
- Clémence Poésy como Juliette Bellamy
- Jürgen Prochnow  como Friedrich Müller
- John Amos como Lincoln Jefferson Adams[4]
- Desmond Eastwood como Tony McCann[5]
- Claire Rafferty como Vicky Tedjury[5]
- Ian McElhinney como Tom Malcolmson

## Producción
En septiembre de 2020 se anunció que Brosnan protagonizaría la película. En noviembre de 2020, se anunció que Louis Gossett Jr. y Jürgen Prochnow se habían agregado al elenco.
La fotografía principal finalizó en agosto de 2022 en Belfast después de seis semanas de rodaje.

## Estreno
La película no se estrenó en cines; en cambio, se estrenó en Sky Cinema el 5 de noviembre de 2023.